# Die Liebe zur Einfalt
Die Liebe zur Einfalt ist ein autobiographisch gefärbter Roman von Wilhelm Genazino aus dem Jahr 1990.
Überwiegend auf Stadtspaziergängen in seinen Wohnorten Mannheim sowie Frankfurt beobachtet der Autobiograph bei diesem „Untersuchungsverfahren gegen das bürgerliche Leben“ extrem grüblerisch-detailversessen und schonungslos offen mit besonderer Hinwendung gestrauchelte Menschen und somit letztendlich auch ein wenig sich selbst.

## Inhalt
Der Ich-Erzähler sieht seinen längst verstorbenen Vater beim Betrachten eines Fotos, auf dem sich dieser gegen Ende der 1920er Jahre als distinguierten Herrn hat ablichten lassen, als „ausdrucks- und sprachgehemmten Kleinbürger“. Der Vater, seinerzeit ein arbeitsloser Mechaniker, hatte sich mit Gelegenheitsaufträgen über Wasser gehalten.
Die Biographie des Sohnes reicht nun, in den 1950er Kinder- und Jugendjahren im Geburtsort Mannheim beginnend, bis zu jener Zeit, als der Ich-Erzähler in Frankfurt schriftstellerisch arbeitete.
Der kleine Wilhelm Genazino will Amerikaner werden und meldet sich in der Leihbibliothek des Mannheimer Amerika-Hauses als William Genazino an. Gegen 1955 ist der Vater als Konstrukteur in einer Baufirma tätig. Erst nach Feierabend lebt der Mann als Konstrukteur einer neuartigen Maschine auf; „ein langgestrecktes, etwas unförmiges Ding“. Der damals zwölfjährige Sohn ist sich ziemlich sicher, bald würde des Vaters ins Auge gefasste GEMA – Abkürzung für Maschinenfabrik „Genazino Mannheim“ – am Rande von Ludwigshafen schöne Wirklichkeit werden. Es hat leider nicht sollen sein. Des Vaters beim Deutschen Patentamt in München angemeldete Maschine ist in ihren wesentlichen Funktionen bereits von einem anderen Erfinder erfolgreich angemeldet worden. Zudem bräuchte der Vater größere Mengen Geldes und ihm fehlt das kaufmännische Geschick sowie die Courage des Existenzgründers. Aus dem Bastler wird kein Unternehmer. Auch demzufolge ist die Ehe der Eltern unglücklich. Die Mutter resigniert. Verstört und verzweifelt zieht sie sich zurück. Die ältere Schwester des Ich-Erzählers, in Mannheim bereits berufstätig gewesen, flüchtet in den sicheren Hafen einer Ehe nach auswärts; genauer, nach M., nicht allzu weit von Frankfurt entfernt. Von dem jüngeren Bruder teilt der Erzähler so gut wie nichts mit.
Die Mutter stirbt nach dem Vater an Krebs, als der Erzähler bereits geraume Zeit außerhalb wohnt. Genauso niederdrückend erscheint die Geschichte Theos, des einzigen Frankfurter Freundes des Autobiographen. Der Poet Theo bekommt seine Gedichte regelmäßig von Redaktionen zurückgeschickt und ist notgedrungen als Logenschließer in der Frankfurter Oper tätig. Nachdem Theo den Abend-Job verloren hat, sinkt er zum Obdachlosen ab und nimmt von dem verlegenen Erzähler keine Hilfe an.
Gegen diese Eindringlichkeiten bleiben drei Frauengeschichten des Erzählers blass: Erstens, die Begegnung mit der Nachbarstochter Angelika ist weiter nichts als ein harmloser Auftakt zum Thema „Mann und Frau intim“. Zweitens, mit Isolde wird der Jugendliche nicht richtig warm, weil er ihr die Katastrophe im eigenen Elternhause verheimlicht. Sein Schweigenmüssen zu schlimmen Familiengeheimnissen nimmt der Biograph fatalistisch als eine Quelle seines Unglücks hin. Und drittens, die „geplagte, störrische“ Magda verlässt ihn als liebesbedürftigen Bettgenossen mit Kinderwunsch, weil sie dem Drang des Schriftstellers nach mehrtägigem Alleinsein nicht länger aushalte.

## Form
Mancher Leser holpert vielleicht über manche Wendungen; zum Beispiel über das Recht jedes Menschen „auf unverständiges Leben“ (Das ist die Passage, in der die verrückte Rentnerin im Café die Straßenschuhe gegen mitgebrachte Hausschuhe wechselt).
Die Struktur ist geschmeidig-episodisch. Manche solcher Abschnitte geraten zwar ziemlich kurz, erweisen sich aber im Kontext  als aussagekräftig. Eine dieser „Episoden“ besteht nur aus einem Satz: „Am Abend hielt Mutter gern ein Ei in der Hand.“ Der Erzähler ist mit der Resignation der Eltern erblich vorbelastet. So pauschalisiert er gern – zum Beispiel: „Wie fast alle Menschen, die in inneren Katastrophen leben, waren die Eltern jedem Rat unzugänglich.“
Besonders im hinteren Romanteil springt der Erzähler zwischen den beiden Zeitebenen „Frankfurt“ und „Mannheim“ hin und her. Der Leser kann aber leicht folgen, auch weil er sich in den Straßennamen der beiden – selten explizit genannten – Städte ein wenig auskennt.
Es besteht ein Unterschied zwischen dem Hingeschriebenen und dem Leserempfinden. Da schreibt der Biograph, nach ihrem Tode vermisse er zwar die Eltern, liebe sie aber auch nun noch nicht. Der ganze Roman aber erweckt den Eindruck, der Schreiber habe seine Eltern schon immer geliebt. Solche oben genannte missverständliche Aussage bringt ein Sohn hervor, der mit dem Tode der Eltern nicht fertig wird.
Der Erzähler will Künstler werden, aber gibt mehrfach auf: als Sänger ohne Talent, als Maler unbeachtet, wird er als Vierzehnjähriger vom Pförtner des Nationaltheaters als Schauspieler abgewiesen. Er liest fleißig Marguerite Duras und gibt Resultate tiefenpsychologischer Introspektionen freimütig an den Leser weiter: Eigentlich wolle ein Introvertierter gar keine Geselligkeit.
In dem Buch, Dokument eines Verzweifelten ohne Happy-End, scheint der ganz leise Humor an mancher Stelle durch. So hat der brotlose Poet Theo den Boden seines Briefkastens mit einem Teppichstückchen ausgepolstert. So fallen die ablehnenden Rückantworten der mit Gedichten bombardierten Redaktionen erträglich weich.
Es geht in dem nicht sehr umfänglichen Text um das Sterbenmüssen. Ein unzulängliches Mittel gegen die Todesangst sei das Schreiben. Unzulänglich, weil der Schriftsteller ständig in der Furcht lebe, seine Geschichte im Angesicht des Todes noch immer nicht „richtig erzählt zu haben“. Der Biograph lässt den Leser an seiner Suche nach dem passenderen Wort – etwa „Todeswehe“ für „Todesgefühle“ – teilhaben. Der Leser muss sich doch etliche Experimente des Erzählers gefallen lassen. Da wird von einem Haus der Außenverputz abgeklopft. Der Biograph geht hinein und hört sich das von innen an. Oder die Story von der zersplitterten gläsernen Abdeckhaube der Armbanduhr. Die „Moralen“ dieser Storys gleichen einander: Tote Gegenstände bekommen plötzlich unter dem Scharfblick des Schriftstellers ihr beängstigendes Eigenleben. Der Biograph hat eine Auge für alles Mögliche; bestaunt das klaglose Heimischgewordensein der Krähen in Frankfurt. Manche Projekte des Schriftstellers – er möchte das Wankverhalten der Bäume im Wind in Worte fassen – können den allzu sachlichen Leser irritieren. Das Titel gebende Phänomen der Einfalt bringt der Biograph erst gegen Werkende zu Sprache. In Verbindung mit seiner Mutter – dem Menschen, den er im Leben am meisten geliebt hat – stellt er dar, nur Einfalt mache aus dem Wesen die „geschlossene Person“.
Ein Beispiel zu der im Artikelkopf angesprochenen ungewöhnlichen schonungslosen Offenheit: Der Erzähler gibt sich als kleiner Gelegenheitsdieb zu erkennen. Er klaut in einem Laden zwei winzige Kinderspielzeuge – Nippes sozusagen und wirft sie bald weg.
Zum hassverklemmten Verhalten des Vaters schreibt der Sohn einmal: „ein Nazi war Vater nicht“.

## Rezeption
- Zur inneren Widersprüchlichkeit des Konfliktes: Fansa[15] weist nach, Wilhelm Genazinos großes Thema ist die Auseinandersetzung mit den Eltern und zitiert dabei Gerhard Schulz, der in seiner Besprechung des Romans sagt: „Wer über die Eltern schreibt, schreibt über sich selbst.“[16]. Einerseits erschüttere die Diskrepanz zwischen Wunsch und Alltag die Beziehung zwischen Vater und Mutter[17] und sei für den Sohn Anlass, „überwiegend friedliche Opposition zur Wirklichkeit“[18] zu erstreben. Andererseits seien das berufliche Versagen des Vaters sowie das Missglücken des „kleinbürgerlichen Lebensentwurfs der Mutter“[19] Ausgangspunkte für Schwierigkeiten des Sohnes, „das Leben anzunehmen“.[20] Dabei wolle der Sohn den Eltern keine Schuld zuweisen, sondern aus deren Fiasko lernen.[21]
- Auf die „Kompromissunfähigkeit“[22] der Eltern ist Hirsch eingegangen.
- Besprechungen nach dem Erscheinen des Romans[23]
  - Michael Bauer am 18. August 1990 in der „Süddeutschen Zeitung“,
  - Gerhard Schulz am 2. Oktober 1990 in der „FAZ“,
  - Wilfried W. Meyer am 4. Oktober 1990 in der „Frankfurter Rundschau“,
  - Peter Henning am 5. Oktober 1990 im „Deutschen Allgemeinen Sonntagsblatt“,
  - Erich Wolfgang Skwara am 17. November 1990 in der „Welt“,
  - Bernd Mattheus am 7. Dezember 1990 im „Rheinischen Merkur“,
  - Herbert Wiesner am 7. Dezember 1990 in der „Zeit“,
  - Werner Jung am 11. Januar 1991 im „Freitag“ und
  - Bernd Leistner anno 1991 im Heft 468 der NDL.

### Textausgaben
Verwendete Ausgabe
- Wilhelm Genazino: Die Liebe zur Einfalt. Carl Hanser, München 2012 (Erstausgabe 1990 bei Rowohlt), ISBN 978-3-446-23959-3

### Sekundärliteratur
- Anja Hirsch: Schwebeglück der Literatur. Der Erzähler Wilhelm Genazino. Synchron Wissenschaftsverlag der Autoren, Heidelberg 2006, ISBN 3-935025-88-2
- Jonas Fansa: „Unterwegs im Monolog. Poetologische Konzeptionen in der Prosa Wilhelm Genazinos.“ Königshausen & Neumann (Epistemata. Würzburger wissenschaftliche Schriften. Reihe Literaturwissenschaft. Bd. 625), Würzburg 2008, ISBN 978-3-8260-3744-3
- Heinz Ludwig Arnold (Hrsg.): TEXT+KRITIK. Zeitschrift für Literatur. Heft 162. Wilhelm Genazino. April 2004. Richard Boorberg Verlag, München, ISBN 3-88377-755-2
- Gero von Wilpert: Lexikon der Weltliteratur. Deutsche Autoren A – Z. 4., völlig neubearbeitete Auflage. Kröner, Stuttgart 2004, ISBN 3-520-83704-8, S. 190, 2. Spalte, vorletzter Eintrag